# لاسا (جبيل)
لاسا  هي إحدى القرى اللبنانية من قرى قضاء جبيل في محافظة جبل لبنان.